# Kuttawa
Kuttawa – miasto w Stanach Zjednoczonych, w stanie Kentucky, w hrabstwie Lyon.